# No Wow
No Wow (рус. Неудивительно) — второй студийный альбом инди-рок группы The Kills, выпущенный 21 февраля 2005 года на лейбле Domino Records. No Wow сочетает в себе элементы блюза и пост-панка.
Первый сингл «Love is a Deserter» был показан на нескольких музыкальных каналах. Второй сингл «The Good Ones» был выпущен позднее занявший 23-е место в британских чартах.
Песня «No Wow» была использована в сериале «В поле зрения», 5 сезон, серия 1: «Синий экран смерти» эфир вышел 5 мая 2016 года. Песня так же попала в сериал «Хорошая жена» 4-го сезона, 20 серии: «Rape: A Modern Perspective» вышедшего 14 апреля 2013 года.

## Об альбоме
Материал альбома был написан в студии Key Club, Бентон-Харбор, штат Мичиган, США в период 13 апреля–7 мая 2004 года. Кроме «Love is a Deserter», данная песня была написана в лондонской штаб-квартире Red Meat Heart, в сентябре. Помимо написания песня также была записана в другом месте Питером Даймель в французской студии Black Box 20–24 сентября. Сведение проходило в нью-йоркской студии Sear Sound 8 октября. Все остальные композиции были записаны и сведены Джоном Аньелло там же в Sear Sound с 20 мая–2 июня и с 3–11 июня. Мастерингом альбома занимался Герг Кальби в нью-йоркской студии Sterling Sound 23 июня и 21 октября в 2004 году. Над оформлением задней стороны физического носителя работал Крис Шоу.
Альбом был издан ограниченным тиражом с бонусным диском на котором были собраны би-сайды синглов: «No Wow», «The Good Ones», «Love is a Deserter» и «Run Home Slow» EP.

## Отзывы
| Совокупная оценка    | Совокупная оценка |
| Источник             | Оценка            |
| -------------------- | ----------------- |
| Metacritic           | 78/100            |
| Оценки критиков      |                   |
| Источник             | Оценка            |
| AllMusic             | [ 2 ]             |
| Alternative Press    | 4/5               |
| Entertainment Weekly | B                 |
| The Guardian         | [ 5 ]             |
| Los Angeles Times    | [ 6 ]             |
| Mojo                 | [ 7 ]             |
| Pitchfork            | 8.3/10            |
| Q                    | [ 9 ]             |
| Rolling Stone        | [ 10 ]            |
| Spin                 | B                 |

Альбом был воспринят положительно.
Англоязычный сайт-агрегатор Metacritic, основываясь на 28 отзывах, вывел 78 баллов из 100.
Агрегатор Pitchfork написал: «No Wow следует своим обещаниям EP и дебютного LP, шумное напоминание о том, что дети всё ещё могут подцепить песни, которые являются не более чем гитарой и настроением.»[стиль].
Entertainment Weekly написали, что альбом «звучит так, словно был записан в забрызганном грязью подвале».

## Список композиций
| №   | Название                           | Длительность |
| --- | ---------------------------------- | ------------ |
| 1.  | «No Wow / Telephone Radio Germany» | 4:47         |
| 2.  | «Love is a Deserter»               | 3:48         |
| 3.  | «Dead Road 7»                      | 3:23         |
| 4.  | «The Good Ones»                    | 3:29         |
| 5.  | «I Hate the Way You Love»          | 3:37         |
| 6.  | «I Hate the Way You Love, Pt. 2»   | 1:46         |
| 7.  | «At the Back of the Shell»         | 2:27         |
| 8.  | «Sweet Cloud»                      | 5:06         |
| 9.  | «Rodeo Town»                       | 4:24         |
| 10. | «Murdermile»                       | 4:25         |
| 11. | «Ticket Man»                       | 2:49         |

| №   | Название                                             | Длительность |
| --- | ---------------------------------------------------- | ------------ |
| 1.  | «The Good Ones (The Jagz Kooner Remix)»              | 8:25         |
| 2.  | «The Good Ones (Tiga Remix)»                         | 7:12         |
| 3.  | «The Good Ones (Backstage Sluts Double Drop Mix)»    | 6:03         |
| 4.  | «Love is a Deserter (Cavemen Remix)»                 | 2:52         |
| 5.  | «Love is a Deserter (Simian Mobile Disco Mix)»       | 5:39         |
| 6.  | «Love is a Deserter (Phones 'Cardiac Unrest' Remix)» | 4:35         |
| 7.  | «No Wow (MSTRKRFT Remix)»                            | 4:23         |
| 8.  | «No Wow (Chicken Lips Remix)»                        | 5:43         |
| 9.  | «No Wow (Test Icicles Remix)»                        | 3:10         |
| 10. | «Run Home Slow»                                      | 4:11         |
| 11. | «Baby's Eyes»                                        | 4:08         |
| 12. | «Passion is Accurate»                                | 3:31         |
| 13. | «Magazine»                                           | 2:03         |
| 14. | «The Void»                                           | 2:56         |
| 15. | «Half of Us»                                         | 3:56         |

| №  | Название                                             | Длительность |
| -- | ---------------------------------------------------- | ------------ |
| 1. | «Love Is a Deserter [Single Version]»                |              |
| 2. | «Passion Is Accurate»                                |              |
| 3. | «Love Is a Deserter [Cavemen Remix]»                 |              |
| 4. | «Love Is a Deserter [Phones 'Cardiac Unrest' Remix]» |              |
| 5. | «Love Is a Deserter [Video]»                         |              |

| №  | Название                          | Длительность |
| -- | --------------------------------- | ------------ |
| 1. | «The Good Ones [Single Version]»  |              |
| 2. | «Run Home Slow»                   |              |
| 3. | «The Good Ones [Jagz Kooner Mix]» |              |
| 4. | «Baby's Eyes»                     |              |

## Участники записи
- Джейми "Hotel" Хинс — продюсер, вокал, гитара, фотограф.
- Элисон "VV" Моссхарт — продюсер, вокал, фотограф.
- Джон Аньелло — сведение.
- Т. Дж. Доэрти — ассистент по сведению.
- Герг Кальби — мастеринг.
- Крис Шоу — оформление.

## Чарты
| Charts (2005)                          | Высшая позиция |
| -------------------------------------- | -------------- |
| Бельгия/Фландрия (Ultratop)            | 28             |
| Бельгия/Валлония (Ultratop)            | 27             |
| Нидерланды (Album Top 100)             | 96             |
| Франция (SNEP)                         | 22             |
| Великобритания (UK Albums Chart)       | 56             |
| США (Billboard Top Heatseekers Albums) | 18             |